# دانشکده علوم پزشکی لارستان
دانشکده علوم پزشکی و خدمات بهداشتی درمانی لارستان دانشکده‌ای زیر نظر وزارت بهداشت، درمان و آموزش پزشکی واقع در شهر لار در استان فارس است. این دانشکده در سال ۱۳۶۶ تحت عنوان دانشکده پرستاری و مامایی حضرت زینب لارستان زیرنظر دانشگاه علوم پزشکی شیراز شروع به‌کار کرد و در سال ۱۳۸۹ به دانشکده علوم پزشکی ارتقا یافت. هم‌اکنون این دانشکده مسئول ارائه خدمات بهداشتی درمانی به جمعیتی بیش‌از ۲۵۰ هزار نفر در جنوب استان فارس و شهرستان‌های لارستان، خنج، اوز و جویم در جنوب استان فارس است.

## تاریخچه
دانشکده پرستاری حضرت زینب بر اساس مصوبه یازدهمین نشست شورای گسترش دانشگاه‌های علوم پزشکی مورخه ۷ تیر ۱۳۶۶ تأسیس شد. این مرکز ابتدا در یک مدرسه ۵ کلاسه با امکانات محدود راه‌اندازی شد اما در سال ۱۳۷۰ مجموعه گسترده‌ای در زمینی به مساحت ۱۰ هکتار و با زیربنای بیش از ۶۷۰۰ متر مربع با امکانات وسیع ایجاد شد و دانشکده به آنجا انتقال یافت.
بر اساس حکم مرضیه وحید دستجردی، وزیر بهداشت وقت در ۲۵ مرداد ماه ۱۳۸۹ دانشکده پرستاری حضرت زینب (س) لارستان به دانشکده علوم پزشکی لارستان ارتقا یافت و علی علیزاده رئیس شبکه بهداشت و درمان وقت لارستان به عنوان مسئول راه اندازی دانشکده منصوب شد.
دانشکده بهداشت اوز در سال ۱۳۹۰ به عنوان دومین دانشکده تحت پوشش این دانشکده تأسیس شد و در سال ۱۳۹۱ برای نخستین بار به پذیرش دانشجو پرداخت. در سال ۱۳۹۵ شبکه بهداشت و درمان و بیمارستان شهرستان خنج از دانشگاه علوم پزشکی شیراز به دانشکده علوم پزشکی لارستان ملحق و اداره امورات آن بر عهده این دانشکده قرار داده شد.

## دانشکده‌ها
- دانشکده پرستاری و مامایی
- دانشکده بهداشت اوز
- دانشکده پزشکی

## بیمارستان‌ها
بیمارستان امام رضا لار

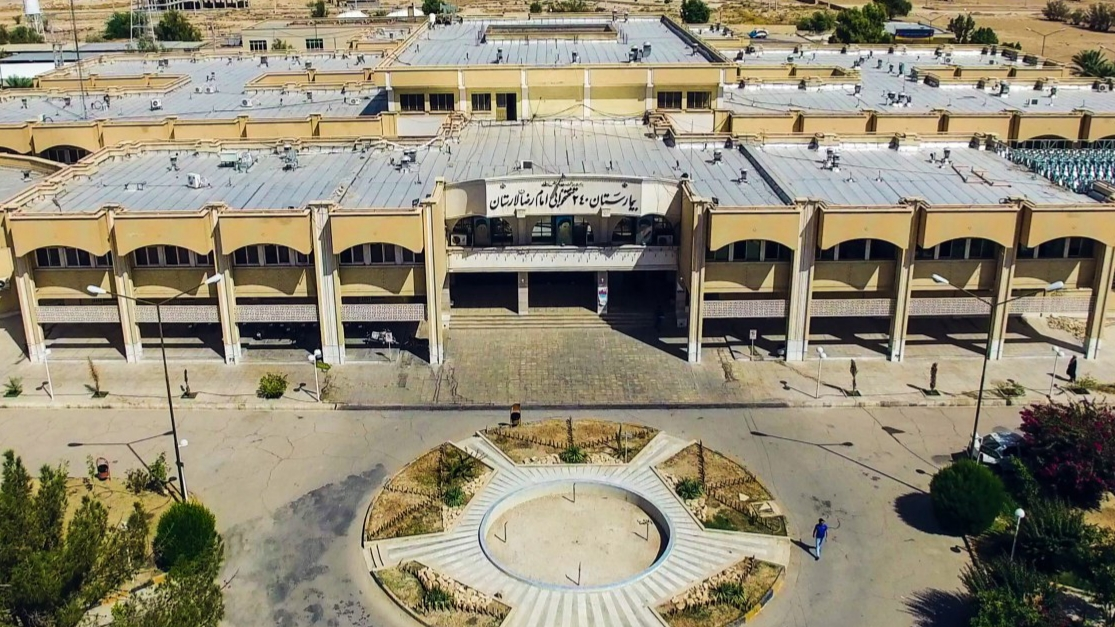
مرکز آموزشی درمانی امام رضا لار

بیمارستانی آموزشی–درمانی در لار است که در سال ۱۳۵۳ تأسیس شد و در حال حاضر ۱۷۰ تخت فعال دارد.
بیمارستان امیدوار اوز
بیمارستانی درمانی در اوز است که در سال ۱۳۶۹ تأسیس شد و در حال حاضر ۵۴ تخت فعال دارد.
بیمارستان نبی اکرم خنج
بیمارستانی درمانی در خنج است که در سال ۱۳۷۰ تأسیس شد و در حال حاضر ۴۵ تخت فعال دارد.
بیمارستان حضرت علی‌اصغر بیرم
بیمارستانی درمانی در بیرم است که در سال ۱۳۶۸ تأسیس شد و در حال حاضر ۵۲ تخت فعال دارد.

## شهرستان تحت پوشش
هم‌اکنون این دانشکده مسئول ارائه خدمات بهداشتی درمانی به جمعیتی بیش از ۲۵۰ هزار نفری جنوب استان فارس در ۴ شهرستان یعنی:
- شهرستان لارستان
- شهرستان خنج
- شهرستان جویم
- شهرستان اوز

خدمات می‌دهد.